# Kaitinano Mwemweata
Kaitinano Mwemweata (* 22. Juli 1984 in Butaritari) ist eine ehemalige kiribatische Leichtathletin.

## Biografie
Kaitinano Mwemweata nahm an den Olympischen Sommerspielen 2004 in Athen teil. Mit ihrem Start im Vorlauf über 100 Meter war sie die erste Athletin ihres Landes, die an einem olympischen Wettkampf teilnahm. Trotz eines neuen nationalen Rekords von 13,07 Sekunden schied sie in ihrem Vorlauf aus.
Bei den Olympischen Sommerspielen 2008 in Peking sollte sie, diesmal über 200 Meter, erneut starten. Jedoch konnte sie wegen einer Tuberkuloseerkrankung nicht antreten. Im gleichen Jahr konnte sie bei den Ozeanienmeisterschaften 2008 über 400 m Hürden die Bronzemedaille gewinnen.